# Зайнутдинов, Шайх
Зайнутдинов Шайх (Алексей Михайлович) (1897—1971) — начальник участка шахты имени Кагановича, г. Прокопьевск, Почётный шахтер РСФСР, единственный в Кузбассе награждён тремя орденами Ленина, Герой Социалистического Труда.

## Биография
Родился 27 августа 1897 года в деревне Явгильдино (ныне — в Караидельском районе Башкортостана) в крестьянской семье. Был чернорабочим на железнодорожной станции, служил рядовым в царской, а затем в Красной армии. С 1922 года работал забойщиком на шахтах «Журинка», «Манеиха». Один из первых стахановцев Прокопьевского рудника. 21 ноября 1935 года вместе с бригадой добыл 981 тонну за смену, перекрыв рекорд первого стахановца Кузбасса Ивана Борисова. Первый орден Ленина получил вместе с Алексеем Стахановым из рук «всесоюзного старосты» М. И. Калинина.
В 1936 году Зайнутдинов был делегирован в составе делегации прокопьевских шахтёров на чрезвычайный VIII съезд Советов, утвердивший Конституцию. А 22 июня 1936 года последовало назначение Шайха на должность члена Совета Наркомтяжпрома, возглавляемого Серго Орджоникидзе.
В 1937 году Шайх окончил курсы повышения квалификации при Томском индустриальном институте, а через два года специальные курсы хозяйственников по подготовке руководящих работников угольной промышленности, организованных при горной академии в Москве. С апреля 1939 года работал начальником участка № 3 шахты им. Когановича. С его приходом на участок были приведены в порядок горные выработки, в сменах и бригадах усилен контроль за выполнением нарядов. Он организовал работу так, чтобы все молодые рабочие, не выполняющие на первых порах нормы выработки, были прикреплены к передовым шахтёрам-стахановцам.
В годы Великой Отечественной войны участок Зайнутдинова выдавал сверх плана десятки тысяч тонн коксующихся углей и был одним из лучших участков в Кузнецком бассейне.
28 августа 1948 года Шайх Зайнутдинов в числе первых шахтёров Кузбасса удостоен звания Героя Социалистического Труда.
После выхода на пенсию продолжал вести активную общественную деятельность, работал в составе Городского совета народных депутатов.
Скончался 7 апреля 1971 года. Одна из улиц г. Прокопьевска носит его имя. 